# Jean de Jonghe d'Ardoye
Jean Ghislain Marie Joseph Hubert de Jonghe d'Ardoye (Ardooie, 13 september 1877 - Brussel, 21 mei 1919) was een Belgisch advocaat en volksvertegenwoordiger.

## Biografie

### Familie
Burggraaf Jean de Jonghe d'Ardoye was een telg uit de familie de Jonghe d'Ardoye. Hij was een zoon van burggraaf Fernand de Jonghe d'Ardoye (1850-1925), volksvertegenwoordiger en senator, en Juliette Lebrum de Miraumont (1856-1931). Hij was een broer van burggraaf Georges de Jonghe d'Ardoye, missionaris in China en apostolisch diplomaat.
Hij trouwde in 1902 in Halle met Isabelle t'Serstevens (1878-1961). Ze kregen drie zoons en vijf dochters, waaronder burggraaf Charles de Jonghe d'Ardoye, bankier, gemeenteraadslid van Halle en volksvertegenwoordiger, met afstammelingen tot heden.

### Loopbaan
De Jonghe d'Ardoye promoveerde tot doctor in de rechten en vestigde zich als advocaat.
In 1908 werd hij gemeenteraadslid van Halle.
In 1911 volgde hij de ontslagnemende Ernest Goffin op als volksvertegenwoordiger voor het arrondissement Brussel en vervulde dit mandaat tot aan zijn dood.
Hij was medestichter in 1909 van de Antivrijmetselaarsliga. Datzelfde jaar voerde hij het woord op het Vijfde Katholiek Congres van Mechelen.